# Дикусар, Александр Иванович
Александр Иванович Дикусар (28 августа 1942, Верхнее Аблязово, Пензенская область — 3 сентября 2023, Кишинёв) — советский и молдавский электрохимик, член-корреспондент АН Молдовы (2007), сын академика И. Г. Дикусара.

## Биография
Родился в селе Верхнее Аблязово Кузнецкого района Пензенской области в семье профессора Московского университета, впоследствии академика АН МССР Ивана Георгиевича Дикусара (1897—1973), который после начала войны находился в эвакуации в Пензенской области.
Потом вернулись в Москву, где Александр окончил среднюю школу. Вместе с родителями переехал в Кишинев и поступил на химический факультет Кишиневского университета, который окончил в 1964 году.
После службы в армии и работы преподавателем в Кишиневском политехническом институте в 1967 году поступил в аспирантуру КПИ им. С. Лазо. В 1971 году защитил диссертацию на соискание ученой степени кандидата химических наук (научный руководитель профессор М. Х. Кишинёвский), во время подготовки которой выполнил ряд работ в области турбулентного массопереноса в электрохимических системах.
С того же года — научный сотрудник Института прикладной физики АН Молдовы. Основные работы посвящены эффектам взаимного влияния процессов переноса при значительном удалении от состояния термодинамического равновесия (электрохимическая кинетика сильно неравновесных процессов) и электрохимического формообразования".
Докторскую диссертацию на тему «Термокинетические явления при электрохимической размерной обработке металлов» защитил в 1988 году; в 1990 году присвоено звание профессора. После защиты докторской диссертации — заведующий лабораторией. Основное направление исследований в этот и последующий периоды «Электрохимическая размерная обработка материалов: от макро- к микро- и нанообработке».
В течение длительного времени является заместителем главного редактора международного журнала «Электронная обработка материалов» (переводная версия которого под названием «Surface Engineering and Applied Electrochemistry» входит в перечень Scopus).
В 2007 году избран членом-корреспондентом Академии наук Молдовы по специальности «Электрофизика и электротехнологии».
Подготовил более 20 сотрудников и аспирантов, которые защитили диссертации на соискание ученой степени кандидата (доктора) технических, химических и физико-математических под его научным руководством.
Представлял Молдову в Научном совете по науковедению на базе Международной ассоциации академий наук (МААН).
Заведующий «Лаборатория электрофизической и электрохимической обработки материалов им. Б. Р. Лазаренко» Института прикладной физики АН Молдовы.
Заведующий лабораторией «Электрохимические производства» Приднестровского государственного университета им. Т. Г. Шевченко.
С 2020 года член Партии коллективного действия — Гражданский конгресс. В 2021 году выдвигался кандидатом в депутаты Парламента Республики Молдова от Гражданского конгресса.
Скончался 3 сентября 2023 года на 82-м году жизни в Кишинёве.